# Paul Gehlen
Paul Gehlen (* 22. August 1891 in Düsseldorf; † 9. Oktober 1950 ebenda) war ein deutscher Schriftsteller.

## Leben
Paul Gehlen war Verfasser von Prosastücken und Gedichten; er schrieb
teilweise in Düsseldorfer Rheinisch.

## Werke
- Heitere niederrheinische Heimat!, Düsseldorf 1933
- Herr Schmitz und Frings und Co. und so!, Düsseldorf 1936
- 400 Jahre „Im goldenen Ring“, Düsseldorf 1936
- Geleniana, Düsseldorf
  - 1 (1940)
- Rosenmontag, Düsseldorf 1941
- Die Famillige Klömerkamp, Düsseldorf 1949